# Инексес
„Инексес“ са австралийска рок група, създадена като „Братя Фаррис“ през 1977 г. в Сидни, Нов Южен Уелс. Те започват да свирят кавъри в западни австралийски кръчми и клубове, понякога свирят част от оригиналната си музика. Основните музиканти в групата са главният композитор и клавирист Андрю Фарис, барабанистът Джон Фарис, китаристите Тим Фарис и Кърк Пенгили, басистът Гари Гари Беърс и основният лирик и вокалист Майкъл Хъчънс.

## Дискография
- INXS (1980)
- Underneath the Colours (1981)
- Shabooh Shoobah (1982)
- The Swing (1984)
- Listen Like Thieves (1985)
- Kick (1987)
- X (1990)
- Welcome to Wherever You Are (1992)
- Full Moon, Dirty Hearts (1993)
- Elegantly Wasted (1997)
- Switch (2005)
- Original Sin (2010)